# Słony
Słony – potok fliszowy (do 2023 typ 12, od 2023 typ RWf_wap, czyli potok lub mała rzeka fliszowa o charakterze węglanowym cieku), prawobrzeżny dopływ Wisłoki. Płynie przez miejscowości: Gogołów, Kamienica Górna, Januszkowice, Wola Brzostecka, Nawsie Brzosteckie oraz Brzostek. Na krótkim odcinku stanowi granicę między powiatem strzyżowskim a powiatem dębickim.
Nazwa cieku wg niektórych badaczy sugeruje, że w jego pobliżu w średniowieczu warzono sól, w tamtych czasach bardzo drogi surowiec.
Przez most na potoku Słonym przebiega droga krajowa nr 73.
Potok stanowi jednolitą część wód (JCW) Słony (do 2023 o kodzie PLRW200012218552, od 2023 PLRW200007218552). Został uwzględniony w Ocenie jakości wód rzeki Wisłoki z roku 2005. W ocenie zagrożenia nieosiągnięcia dobrego stanu wód sklasyfikowano go jako potencjalnie zagrożonego.
Na potoku znajduje się punkt pomiarowo-kontrolny monitoringu jakości wód Słony-Brzostek. W 2021 stan ekologiczny wód sklasyfikowano jako słaby, o czym zadecydował stan makrofitów, podczas gdy stan bentosu był o jedną, a ichtiofauny o dwie klasy lepszy. Stwierdzono przekroczenie norm dla wszystkich badanych form azotu oraz kilku wskaźników zasolenia (przewodność elektrolityczna właściwa 417 µS/cm, stężenie siarczanów 34,53 mg/l), a także wysoką zawartość wapnia (61 mg/l) i magnezu (13,5 mg/l). Spośród badanych substancji priorytetowych stwierdzono przekroczenie norm dla benzo(a)pirenu w wodzie.